# Gora Promezhutochnaja
Gora Promezhutochnaja är ett berg i Antarktis. Det ligger i Östantarktis. Australien gör anspråk på området. Toppen på Gora Promezhutochnaja är 922 meter över havet.
Terrängen runt Gora Promezhutochnaja är varierad.  Trakten är obefolkad. Det finns inga samhällen i närheten.